# Соснарова, Вера
Вера Соснарова (чеш. Věra Sosnarová; 5 мая 1931, Брно — 6 февраля 2024, Брно) — чехословацкая и чешская гражданка, известная в Чешской Республике, как одна из выживших представительниц репрессированных граждан Чехословакии советскими органами государственной безопасности.
Со своей историей, Соснарова выступала на различных встречах, лекциях, культурных мероприятиях посвящённых памяти репрессированных и политических заключенных, а также требовала «положенной» ей компенсации (согласно принятому в 2002 году закону). Однако ни должностные лица Чешского управления социального обеспечения, ни историки не смогли подтвердить её утверждения. Историк Адам Градилек из Института изучения тоталитарных режимов заявил в 2019 году, что Соснарова не была заключенной в ГУЛАГе, часть своих утверждений, вероятнее всего, выдумала, и что та работала в Советском Союзе после Второй мировой войны в качестве гражданского рабочего на местных фабриках.

## Биография
Вера Соснарова родилась 5 мая 1931 года в Брно. По её рассказам, её отцом был бывший чехословацкий легионер участвовавший в гражданской войне в России, а её мать, Людмила Мелких (Мелкина) была русской из Екатеринбургской губернии (нынешняя Свердловская область), которая перебралась в Чехословакию в 1920—1922 годах. После эмиграции, её мать приняла имя Либуше Шимова (чеш. Libuše Šímová). Помимо Веры, в браке родилась ещё одна дочь, младшая, по имени Надя Соснарова.
17 мая 1945 года, спустя неделю после окончания Второй Мировой войны в Европе, Вера Соснарова, которой было 14 лет, её младшая сестра и мать были арестованы в Брно, а затем высланы в Сибирь, предположительно сотрудниками СМЕРШ или НКВД. По рассказам Соснаровой, что во время транспортировки её саму и её сестру неоднократно насиловали, что её мать умерла спустя три месяца после переезда в Россию. Что якобы восемь лет та провела в исправительно-трудовых лагерях и двенадцать – на рудниках, фабриках и рыбоперерабатывающих судах. За эти годы её якобы неоднократно били и насиловали.
Вернуться в Чехословакию ей удалось в 1964 году, после чего та работала в колхозах в Чехословакии. После возвращения из Советского Союза и по прибытии на родину, её якобы заставили подписать соглашение о неразглашении своей судьбы, и, опасаясь повторной депортации в Сибирь, она долгое время не нарушала соглашение о неразглашении. Её муж так и не узнал об этой части её прошлого, а двое её сыновей долгое время не знали о таких «фактах» её прошлого. Впервые публично со своей историей та выступила лишь после Бархатной революции.
В мае 2018 года, Палата депутатов Парламента Чехии представила Соснарову президенту Милошу Земану к награждению медалью «За героизм». Однако, тот её не выбрал из списка предложенных личностей, и она не была среди удостоенных награды 28 октября 2018 года. В ноябре 2018 года, была награждена премией гетмана Южноморавского края.

## Опровержение утверждений
В 2009 году чешский журналист и публицист русского происхождения Владимир Быстров, чей отец прошёл через исправительно-трудовые лагеря в СССР, подверг сомнению утверждение Соснаровой. По его мнению, Соснарова прошла лагеря для интернирования, однако в 1947 году была освобождена и работала на фабриках.
Вымысел истории Веры Соснаровой был доказан в июле 2019 года историком Адамом Градилеком из Института изучения тоталитарных режимов на основе изучения современных источников, согласно которым Соснарова была гражданским рабочим на Урале: «На основании вышеизложенных выводов становится ясно, что практически ничего из того, что было сказано о Вере Соснаровой публично с момента первого репортажа TV Nova в 2002 году, не основано на правде. Десятки интервью, которые она дала СМИ, и беседы с ней переплетаются с заявлениями, которые противоречат историческому пониманию репрессий в Советском Союзе и реальным жизненным перипетиям Веры Соснаровой и ее семьи». Результаты своих исследований тот опубликовал в журнале «Память и история» (чеш. Paměť a dějiny), издаваемом Институтом изучения тоталитарных режимов. Согласно выводам Градилека, мать Веры Соснаровой, Людмила Шимова, урожденная Мельких, получила гражданство Германского Рейха для себя и двух из трех своих дочерей во время нацистской оккупации Чехословакии и донесла в гестапо на свою соседку, которая критиковала Адольфа Гитлера. Людмила Шимова переехала в Советский Союз с двумя дочерьми, опасаясь расправы со стороны чехов. Вера Соснарова начала распространять истории о своих якобы долгих годах в ГУЛАГе в 2002 году, когда был принят закон о компенсациях, и та стала требовать от Чешской Республики сумму в три миллиона крон. Ни государственные институции, ни бюро по документации и расследованию преступлений коммунизма, не получили никаких доказательств того, что утверждения Соснаровой могут быть обоснованы, и её требование было отклонено.
Соснарова продолжала настаивать на своих заявлениях. Выводы Градилека также поддержал руководитель проекта «Память нации» Микулаш Крупа. Иржи Михола, заведующий кафедрой истории педагогического факультета Масарикова университета и политик партии KDU-ČSL, который был инициатором парламентского предложения о присуждении Соснаровой государственной награды, в ответ, среди прочего, заявил, что у него «нет оснований или возможностей сомневаться» в её истории. Другой южноморавский политик из KDU-ČSL, Ян Гролих, по представлению которого та была награждена гетманом, заявил после опубликованного интервью с Соснаровой на интернет-канале DVTV, что больше бы не выдвигал её на премию и не приглашал бы на лекцию, но одновременно с этим предостерег от поспешных суждений, «поскольку её жизнь была очень трудной». Он также написал в Facebook, что не может поверить, что её эмоции и рассказ могли быть постановкой.

## Награды
- Премия гетмана Южноморавского края (ноябрь, 2018)[14].

## В культуре
Основываясь на истории рассказанной Соснаровой, писатель Иржи Светозар Купка в 2008 году написал книгу «Кровавая клубника» (чеш. Krvavé jahody).
История Веры Соснаровой легла в основу телевизионного фильма «Святая» (чеш. Svatá, 2024) режиссёра Иржи Страха. Главную роль прототипа Соснаровой сыграла Иржина Богдалова.